# Castell, aqüeducte i muralles (Sogorb)
El Castell, anomenat de l'Estrella, o de Sopeña, l'Aqüeducte i les Muralles de Sogorb són un conjunt de construccions que s'ubiquen en el terme municipal de Sogorb, a la comarca de l'Alt Palància, que estan catalogats, per declaració genèrica, com Bé d'Interès Cultural, amb anotació ministerial, RI-51-0011039, i data d'anotació 8 de maig  de 2003, segons dades de la Direcció General de Patrimoni Artístic de la Generalitat Valenciana.
El castell és damunt un dels turons en els quals s'enclava la ciutat de Sogorb. Les muralles es distribueixen des de la zona al voltant del castell a la part del nucli poblacional que hi hagi més baix, podent-se trobar restes de la mateixa per tot l'actual nucli antic de la ciutat. Les restes de l'Aqüeducte, del qual només queden uns quants arcs, al nucli poblacional.

## Història
Alguns autors consideren provat que els basaments del castell datarien de l'època ibèrica, car es corresponen amb un poblat iber que, quan es romanitza la zona, va passar a ser població romanitzada i reconstruït, i es va adaptar a la nova forma de concebre els nuclis poblacionals del poble romà. Per això es considera que ja va existir en època romana un nucli fortificat al mateix lloc on s'assenten avui les restes del castell. Hi ha autors que afirmen que el castell va ser acròpolis romana i fortalesa dels visigots i àrabs.
Seguint la tradició dels pobles conqueridors, hi ha autors que creuen que va existir una fortificació visigoda que es va situar just sobre l'anterior romana. Però lamentablement no es pot documentar cap d'aquestes hipòtesis, com que no hi ha registres de l'existència d'aquestes fortificacions, a diferència del que passa amb les construccions militars de l'època musulmana, de les quals sí que hi ha constància escrita d'almenys un alcàsser i el seu governador. Després de la conversió al cristianisme de Abu-Zayd, i per l'acord de vassallatge que va signar el 1229 amb  Jaume I pel qual el rei d'Aragó li donava permís per a conquistar i poblar quants llocs i castells aconseguís dintre del territori musulmà valencià, a canvi de la quarta part de les rendes, va conquistar Sogorb en 1245 i es va retirar a viure-hi.

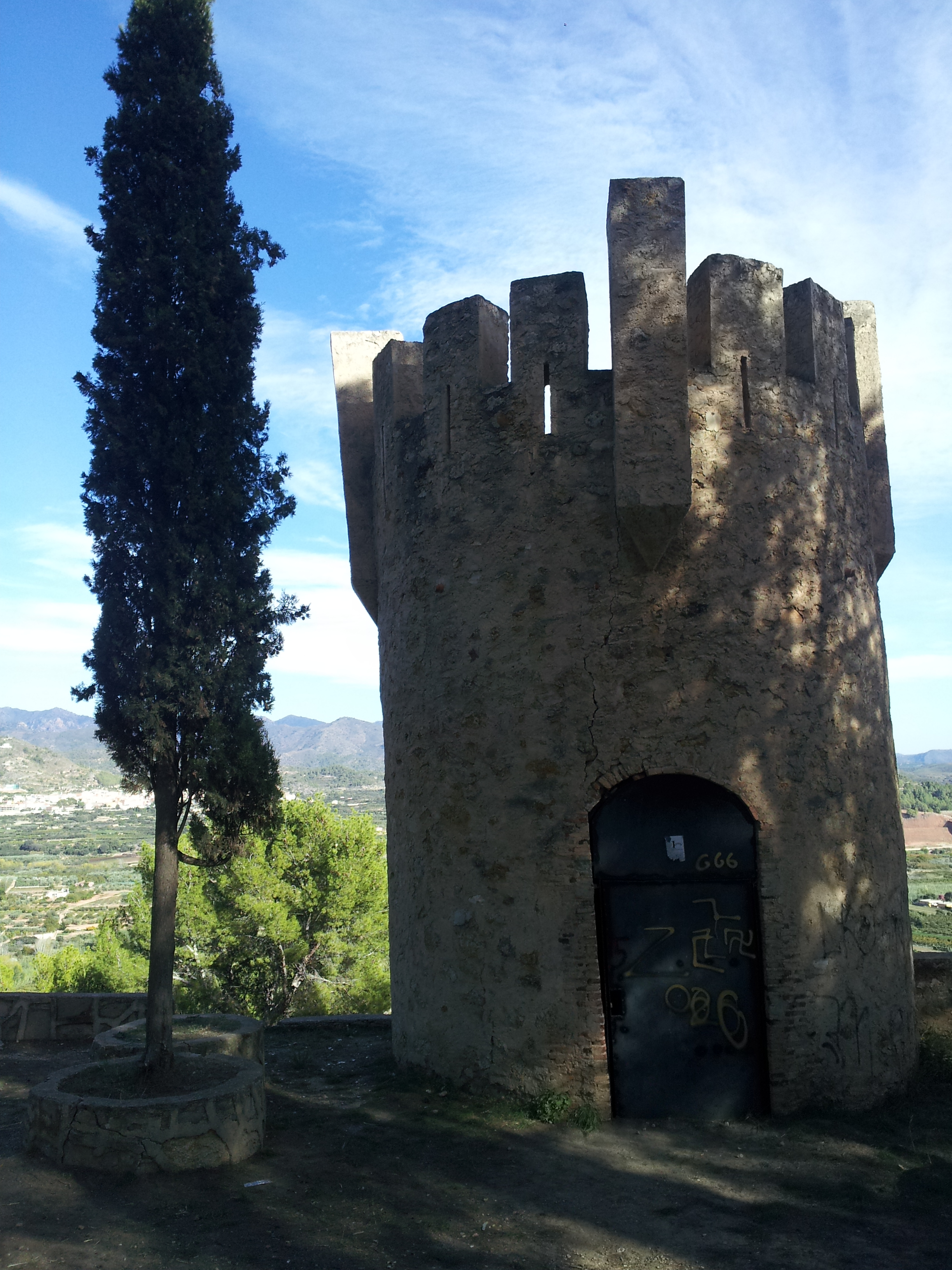
Torre del castell

L'apogeu de l'esplendor de la zona fortificada, castell inclòs es situa al segle xv. D'aleshores ençà a poc a poc, la fortificació va caure en desús fins al total abandó, quan els ducs de Sogorb decideixen traslladar llur residència al nucli urbà de la població, malgrat l'existència de documentació escrita que fa entre veure que el 1620 el rei  Felip IV va estar-se al castell. També va ser utilitzat durant les guerres carlines, i va subir tasques manteniment i de reofrçament de les defenses. Es va construir alguna torre i a reconstruir llenços de la muralla.
Actualment el castell és en estat ruïnós (no s'ha de perdre de vista que part dels elements constructius del mateix es van utilitzar per a la construcció d'edificis al nucli urbà, com ara l'Hospital i la Casa de la Misericòrdia), de les muralles i l'aqüeducte (del qual es conserven només tres arcades completes que presenten arcs ogivals de fàbrica de carreu, així com les restes de quatre) només queden uns pocs trams immersos en els traçats dels carrers del nucli antic de la població, així com portes i torres. Les construccions militars defensives erigides durant el segle xix, són les úniques que tenen un millor estat de conservació.
Les muralles són molt antigues, de fet la documentació apunta que en època romana ja existien, encara que d'aquesta muralla només queden poques restes de llenços en les proximitats del turó on s'ubica el castell. A causa de la costum d'utilitzar com a materials de construcció els que formaven part de construccions anteriors, és difícil discernir a quin període s'han realment fet les muralles que actualment es disposen al llarg de certs carrers o com a integrat en alguns edificis. A la muralla medieval es pot afirmar amb certa seguretat que pertanyen les torres de Botxí i de la Presó, així com els trossos de muralla que es veuen al llarg del carrer de l'Argent, tot i que es pot veure en totes la fonamentació romana.

## Descripció
Del castell actualment només queden restes, encara que van ser parcialment restaurades. És de propietat municipal i és integrat en una zona de parc destinada a ús turístic.
El traçat de les muralles començava a la part alta, en el turó on hi havia el castell i des d'allà i en descens pel carrer de l'Argén, anava paral·lela a l'actual carrer de Colom i plaça de la Cova Santa. Després, pujant pel carrer Tirador i plaça de les Ànimes, tornava al castell, després d'un recorregut d'aproximadament un quilòmetre. D'aquest perímetre, en obrir-se nous carrers i elevar noves edificacions (que o bé enderrocaven el traçat de la muralla o bé ho incorporaven a la nova edificació com a mur exterior), queden tan sols trams solts, que abasten uns 300 metres i que es localitzen sobretot entre el carrer de l'Argén i el començament del passeig de Sopenya. Aquest traçat que ha sobreviscut al pas del temps és del segle xiv, encara que abans hi va haver-hi una altra fortificació de la qual només queden com a mostra els arcs de l'Argén, datats de la darreria del segle xi, que servien com a porta d'accés a la ciutat.

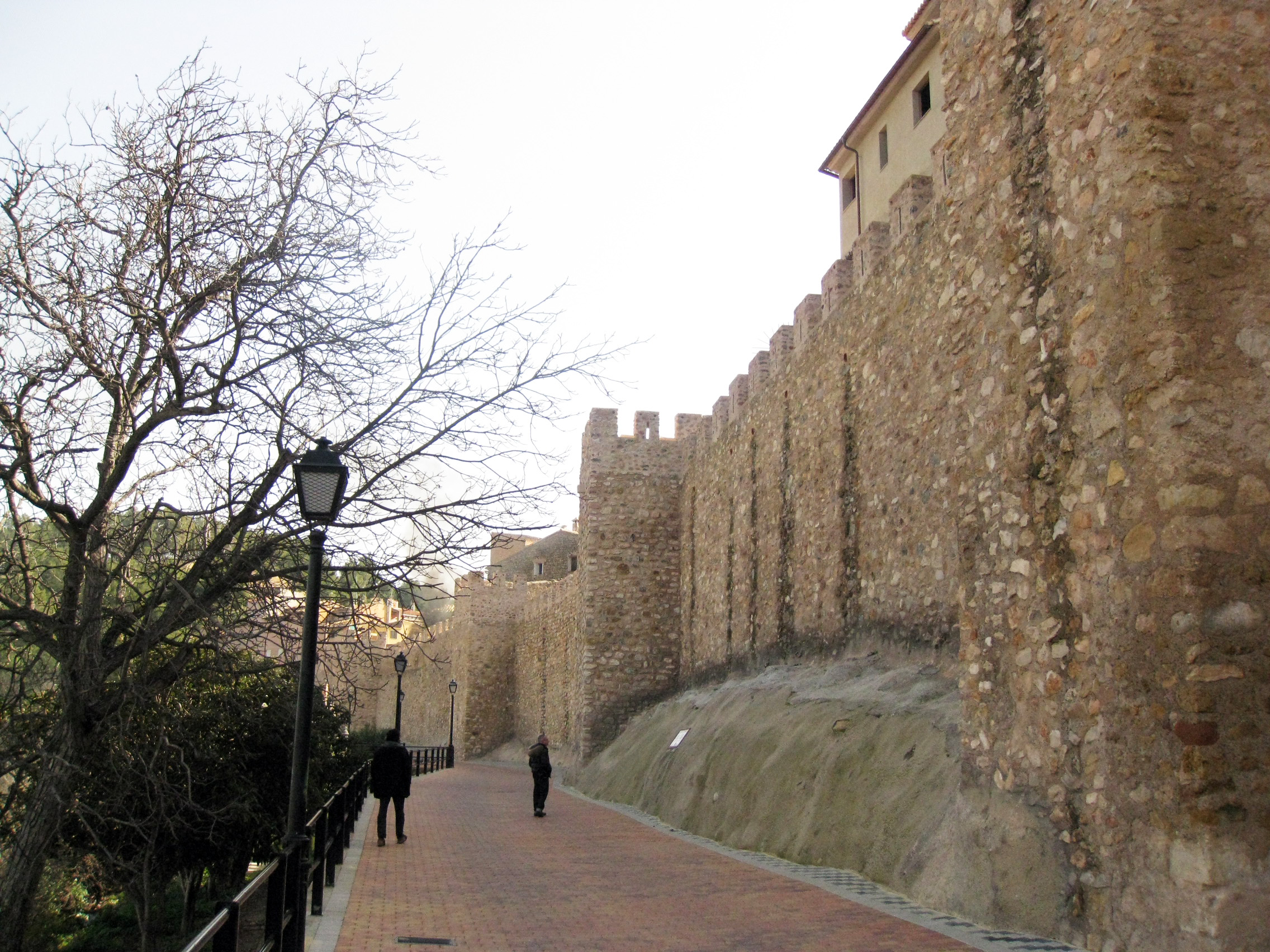
Muralla al carrer Argén.
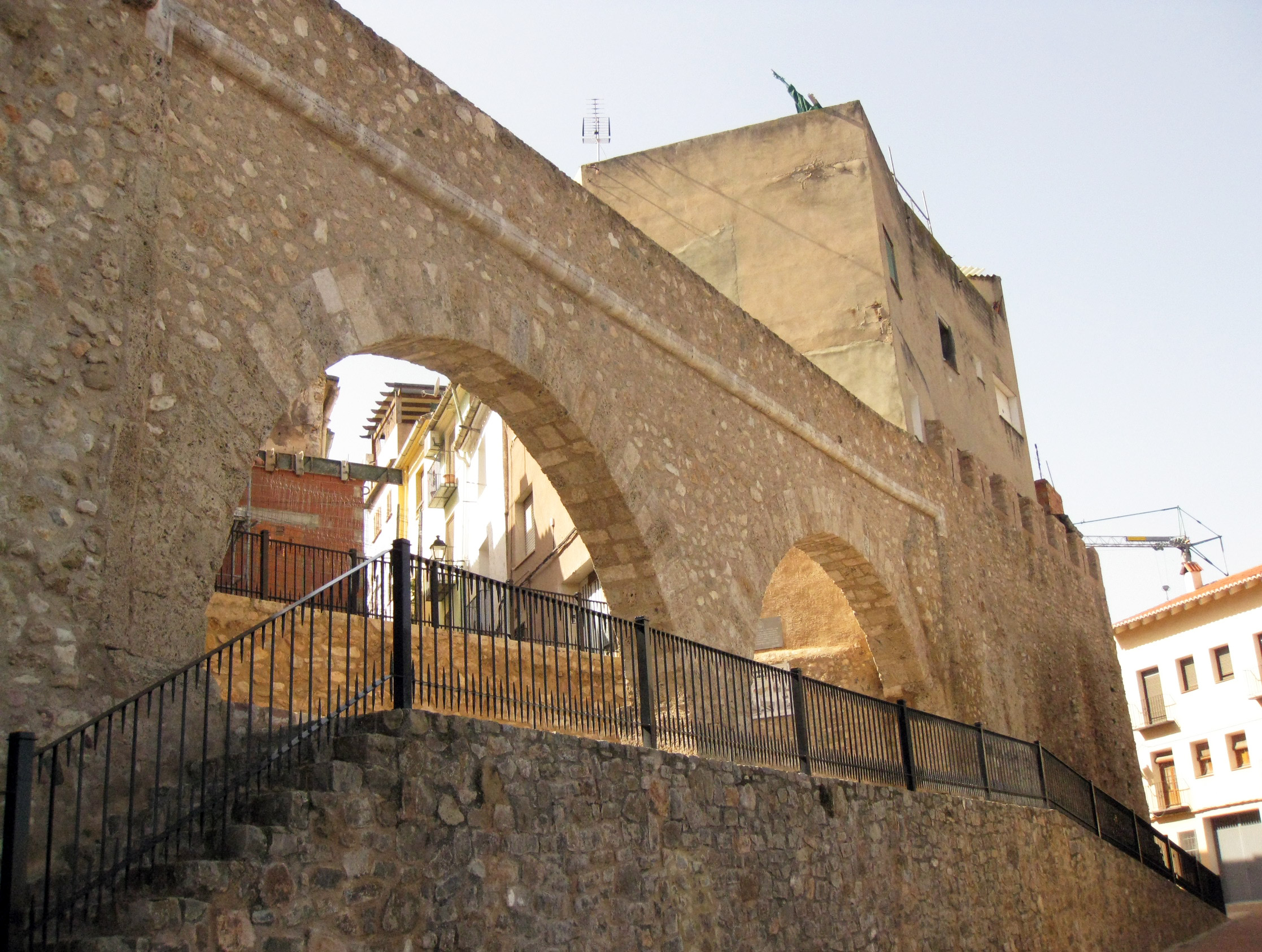
Portal del' Argén.
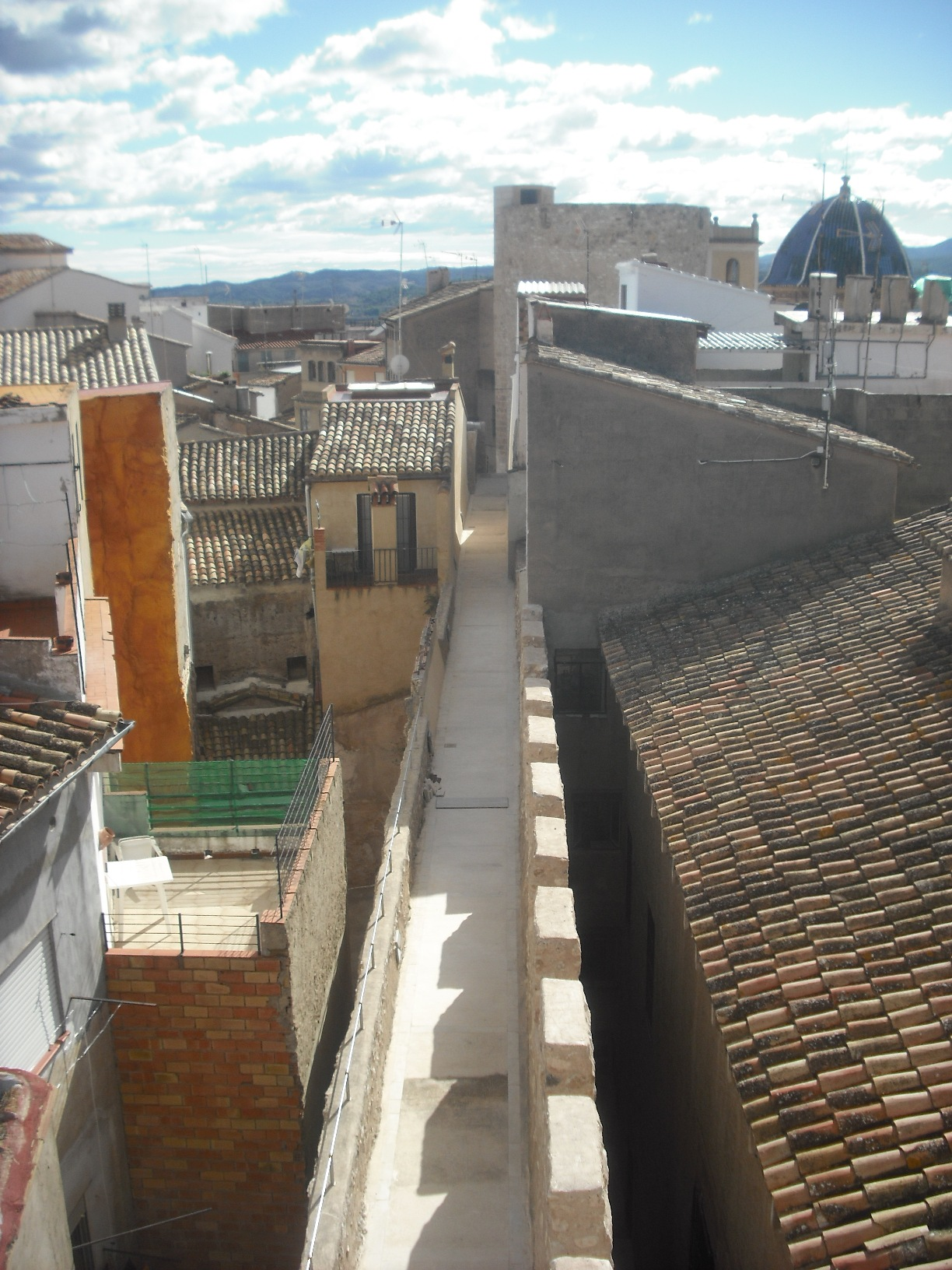
Aqüeducte sobre la muralla.
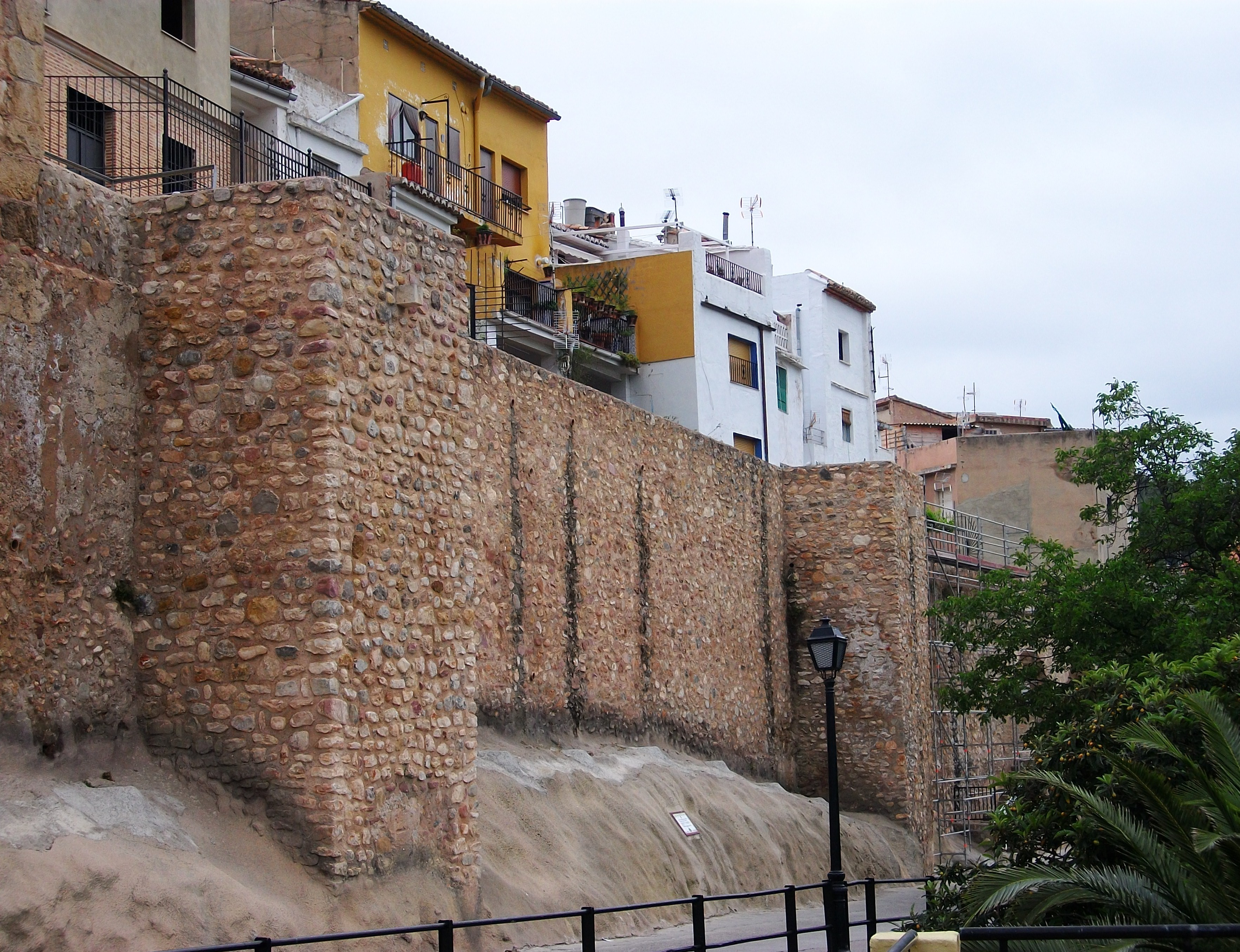
Torres de la muralla.

De les restes de muralla d'època romana, són de fàbrica de maçoneria amb  morter de calç, i presentaven un gruix d'aproximadament mig i mig, mentre que l'alçada arribava als vuit metres. Del traçat medieval de les muralles queda la porta coneguda com a Arc de la Verònica, o Porta de la Verònica, la Porta de Terol, les torres del Botxí i de la Presó. La porta Verònica deu el seu nom una imatge de la Santa Faç que és a l'interior. És una porta de dimensions reduïdes, té un arc de mig punt amb dovelles allargades, de fàbrica de carreu. Igual que succeeix amb altres de les restes del recinte emmurallat, és difícil datar, existint diverses opinions i hipòtesis sobre els seus orígens.

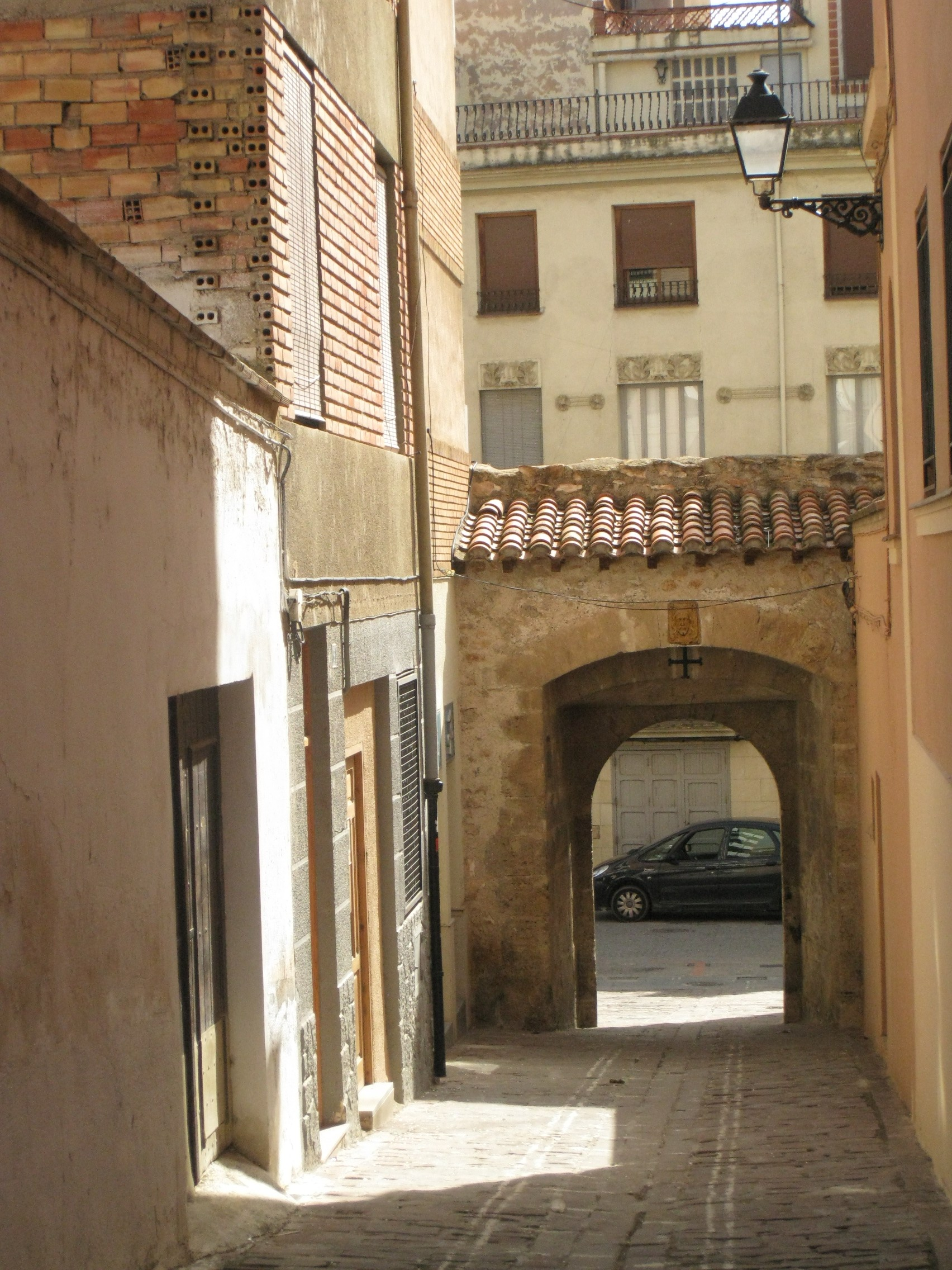
Arc de la Verònica des del carrer Arc de la Verònica.
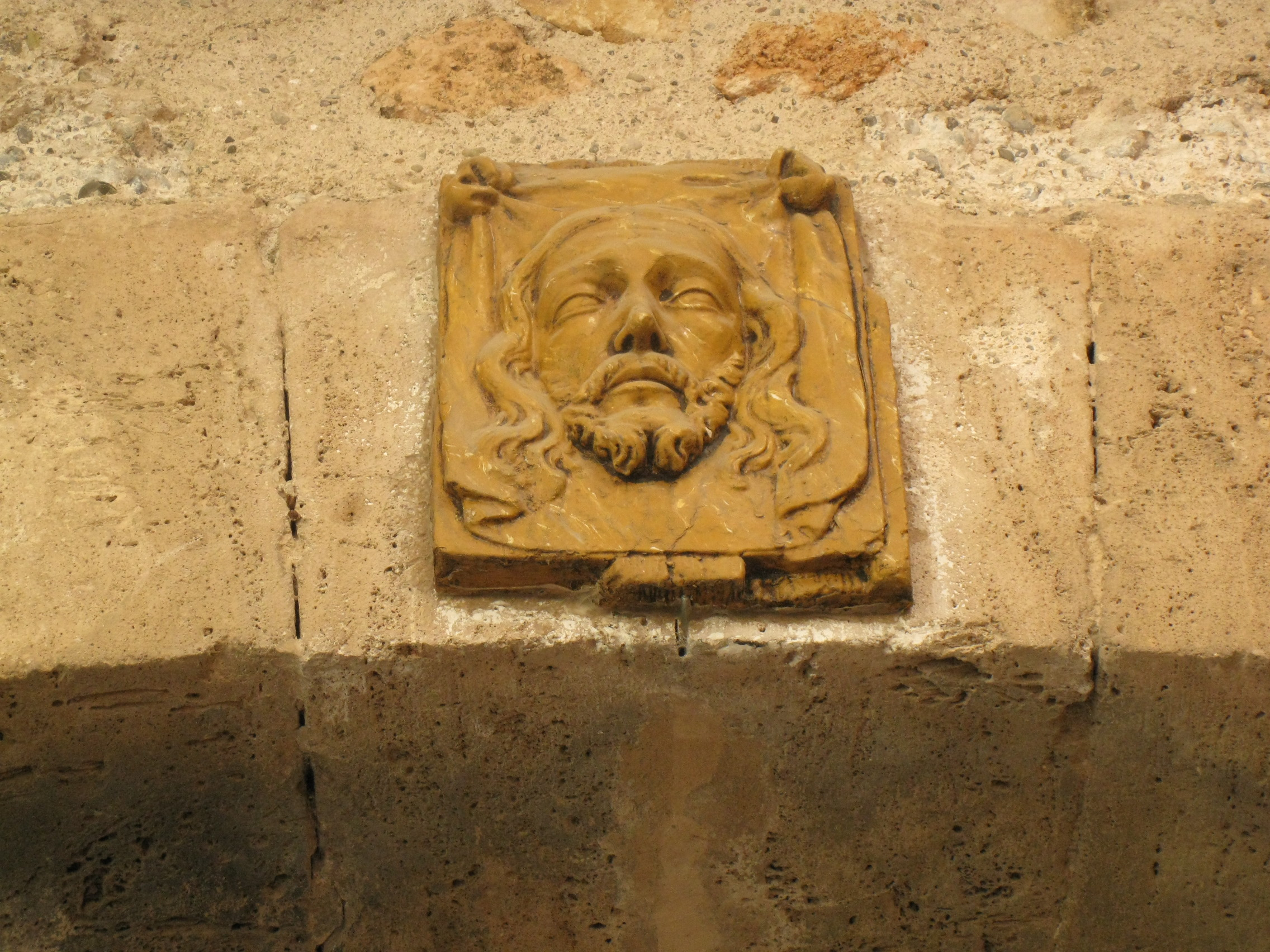
Detall imatge de la Santa Faz.
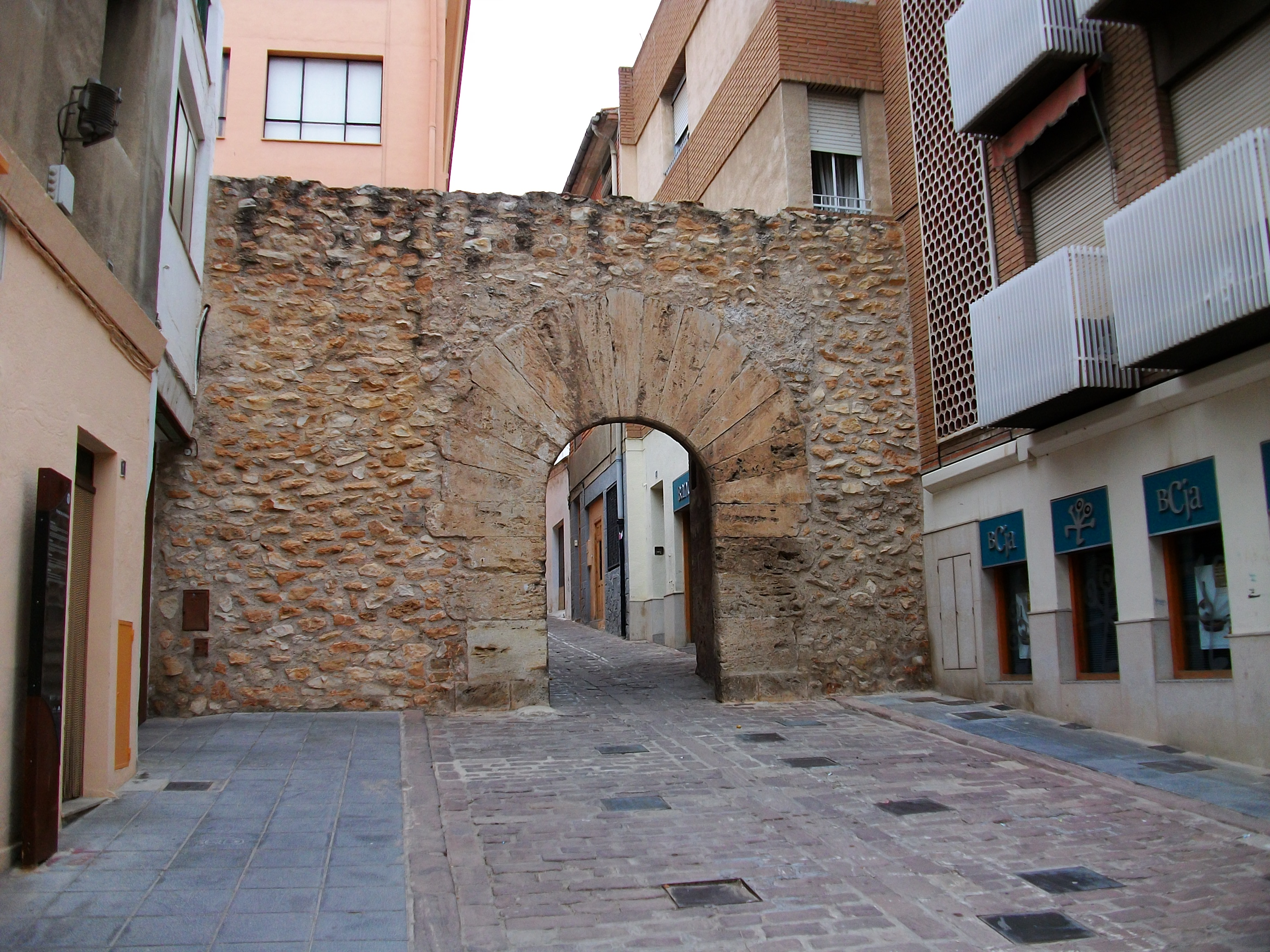
Arc de laVerònica vist des de la part externa de la muralla.
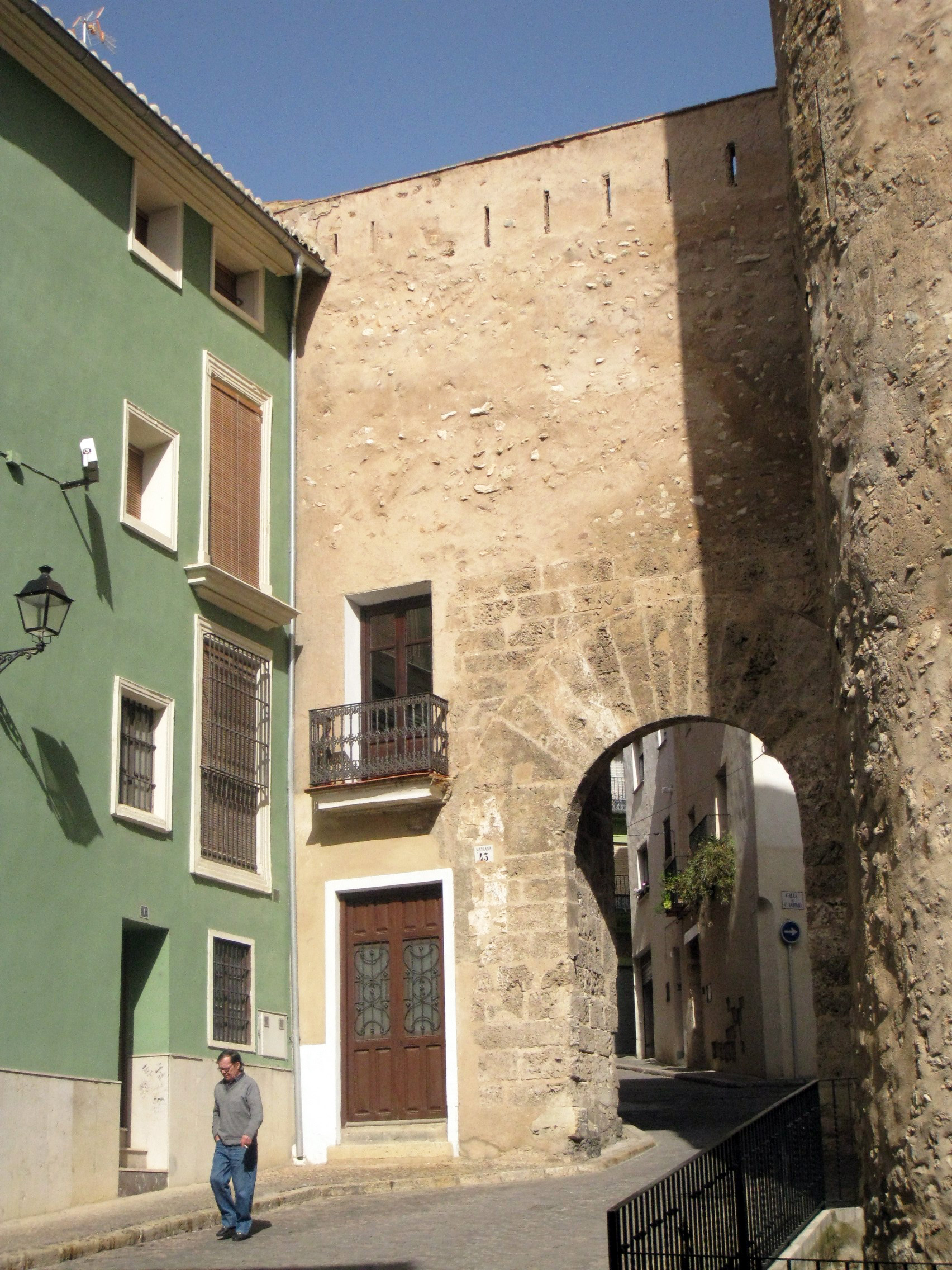
Portal de Terol.

La torre del Botxí, deu el seu nom perquè era la residència del botxí de la població. Data del segle xiv, tot i que, no hi ha unanimitat entre els investigadors. Presenta un cos cilíndric amb dos cossos que atènyen fins a 17,3 metres d'altura. Interiorment el cos superior té forma d'hexàgon rematat amb una volta de creueria que serveix de coberta.

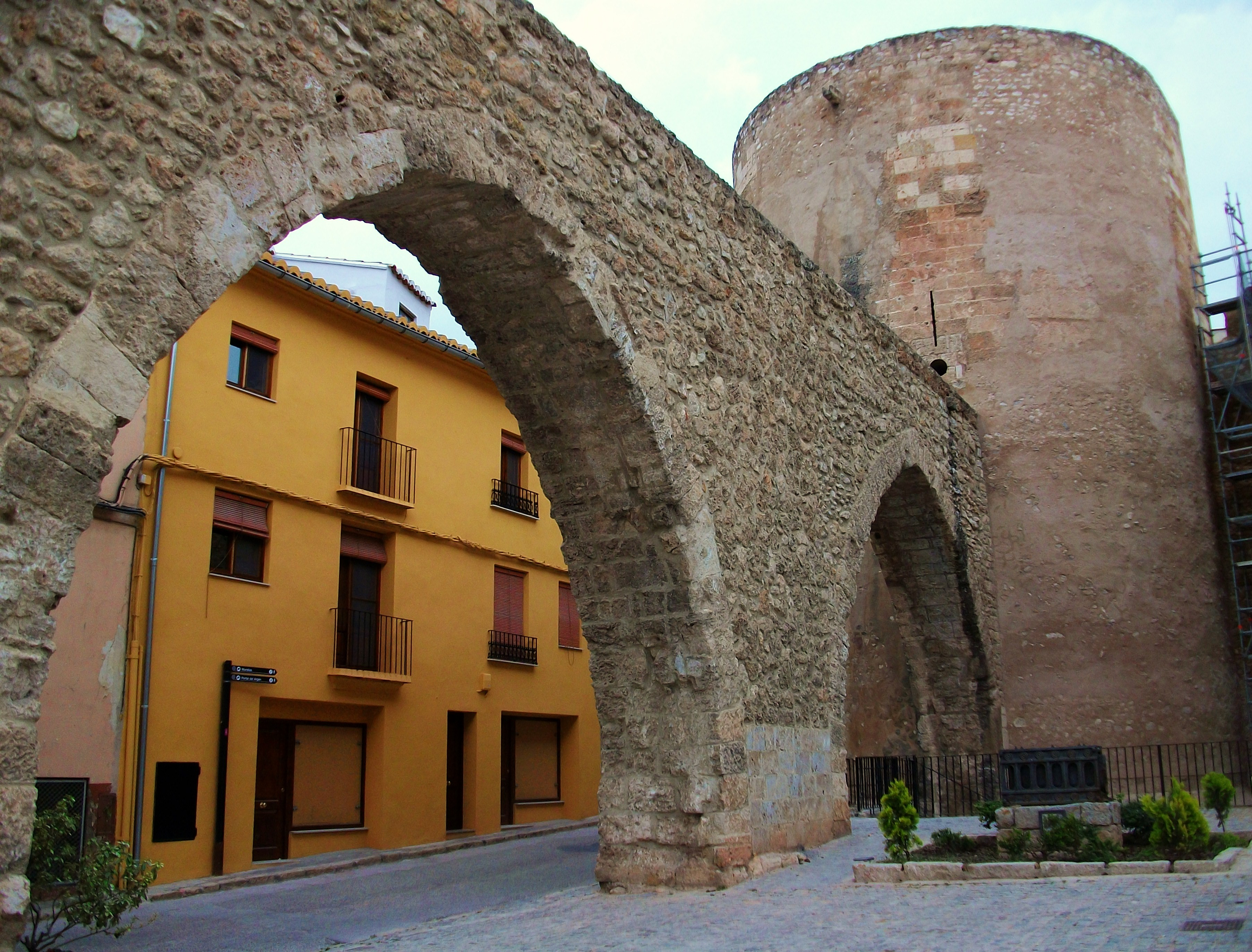
Aqüeducte i torre del Botxí.
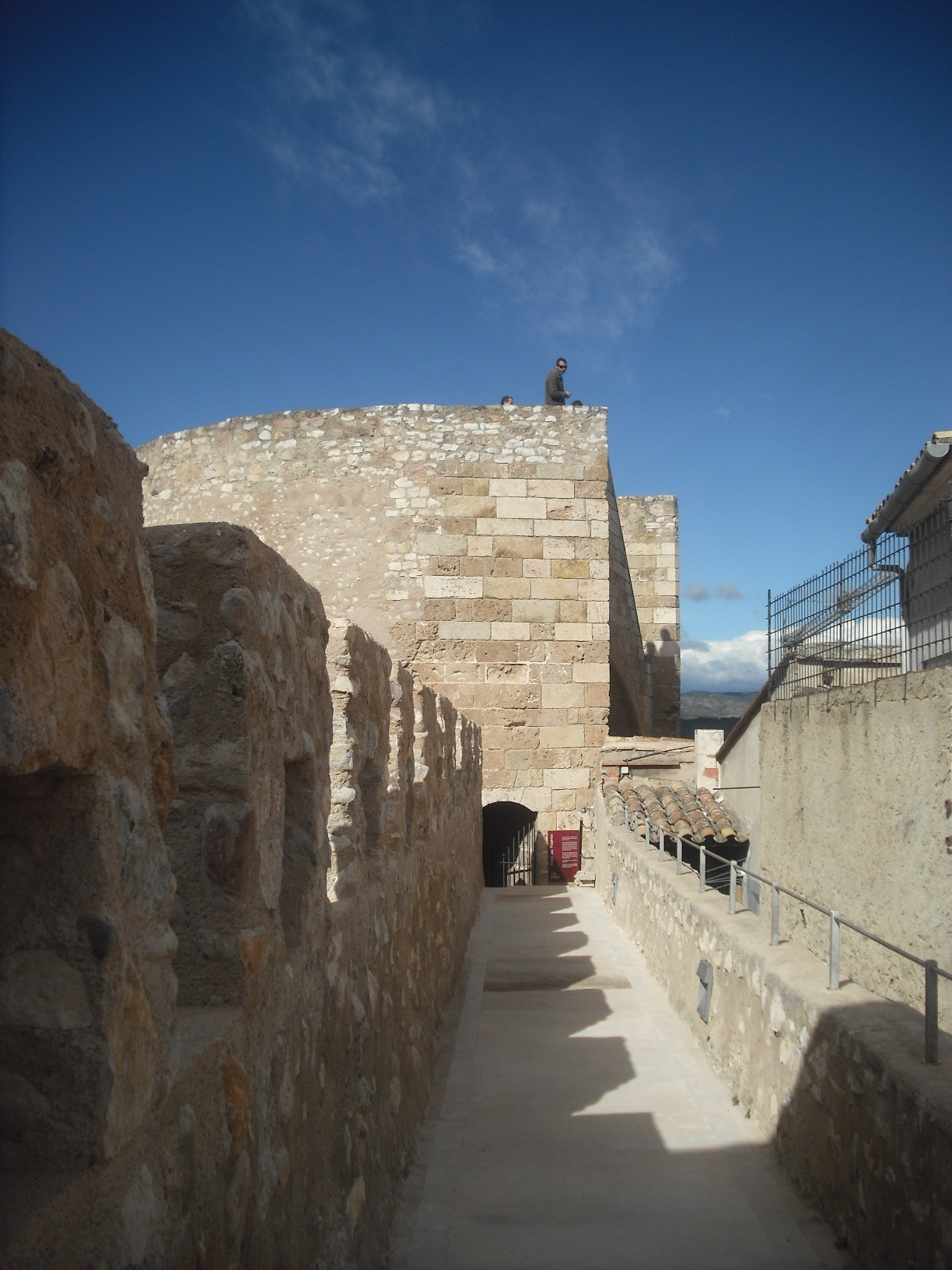
Camí de ronda de la Torre del Botxí.
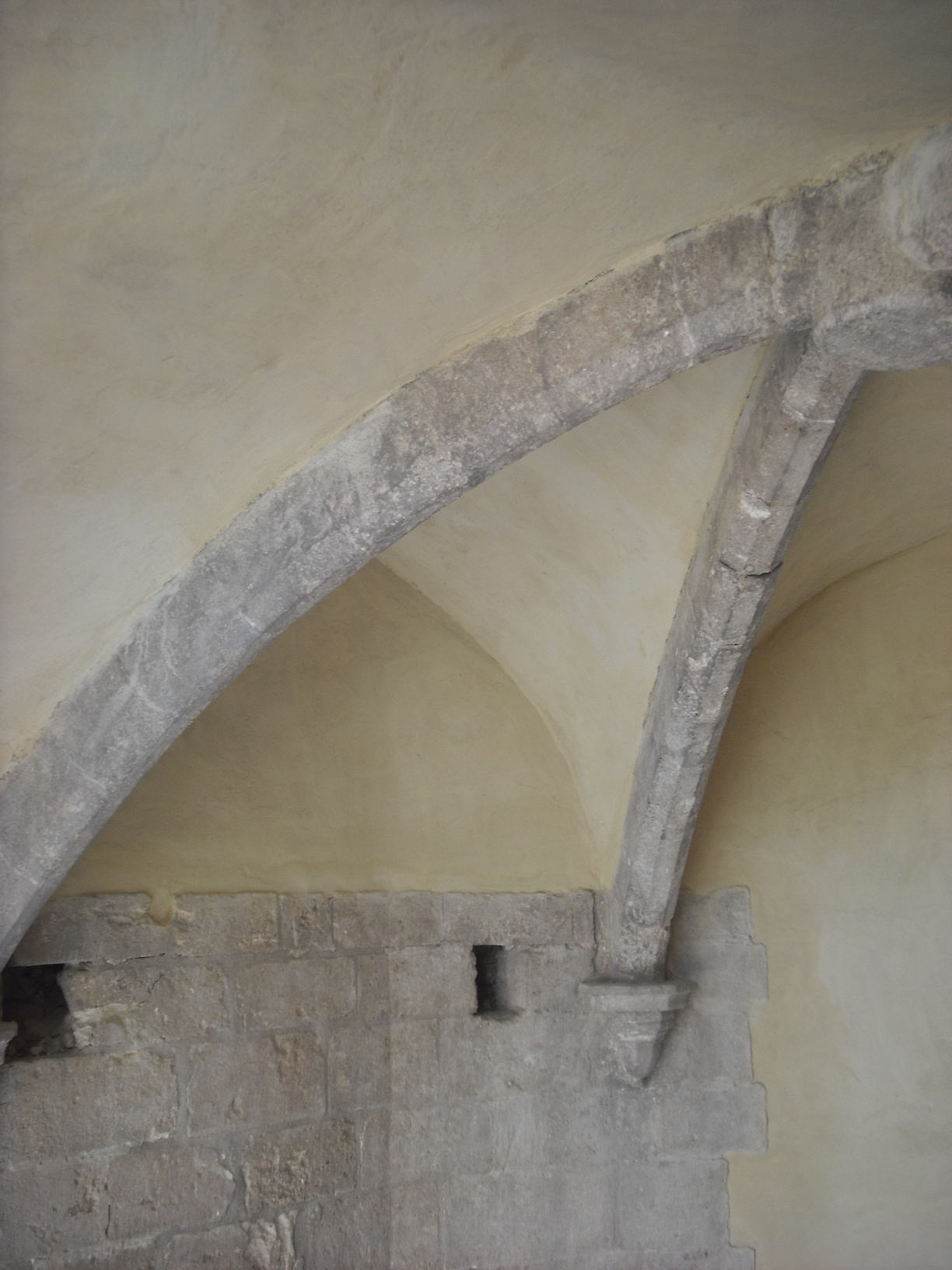
Volta de crucería interior de la torre del Botxí.
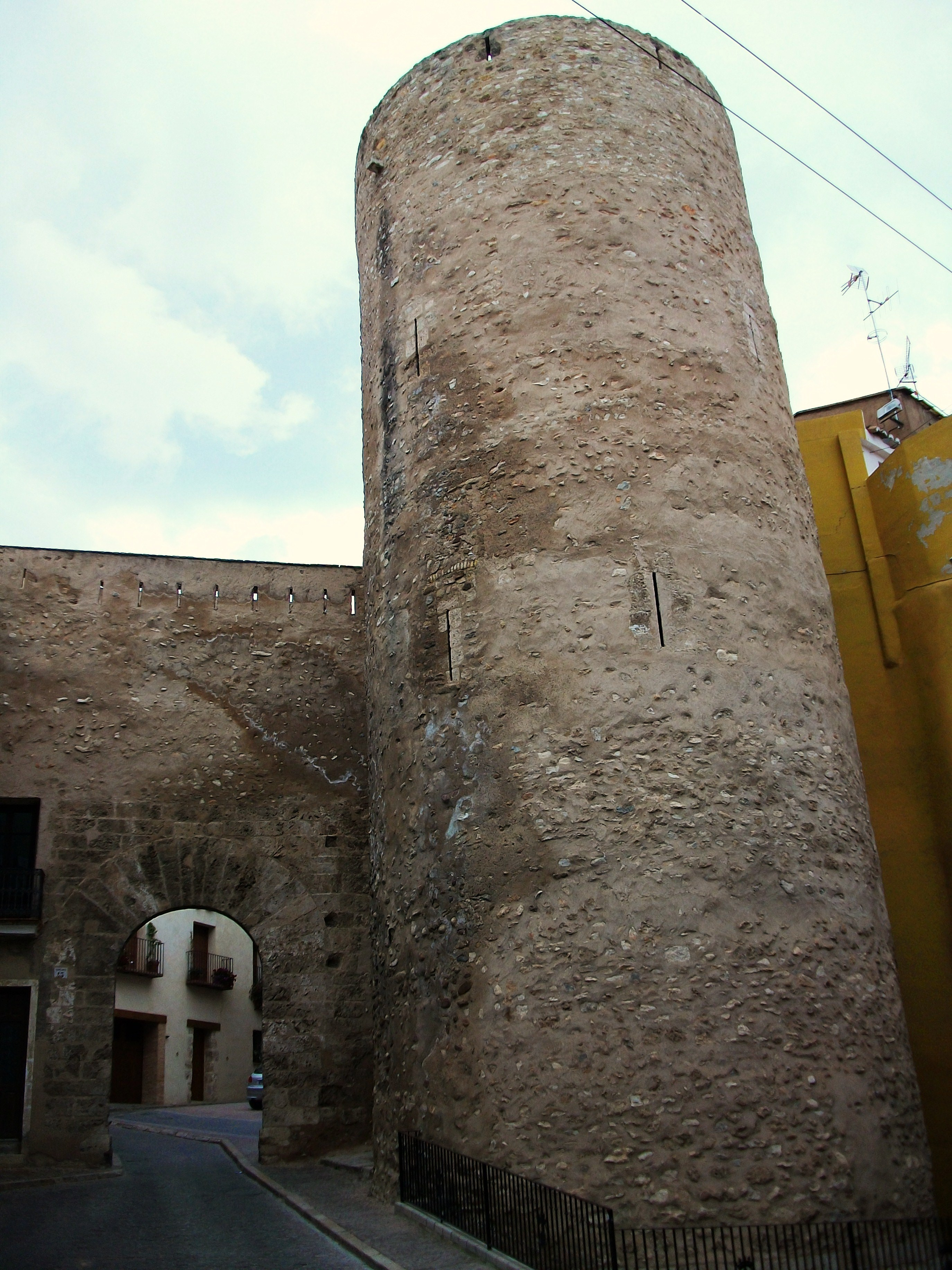
Torre de la Presó i porta de Terol.
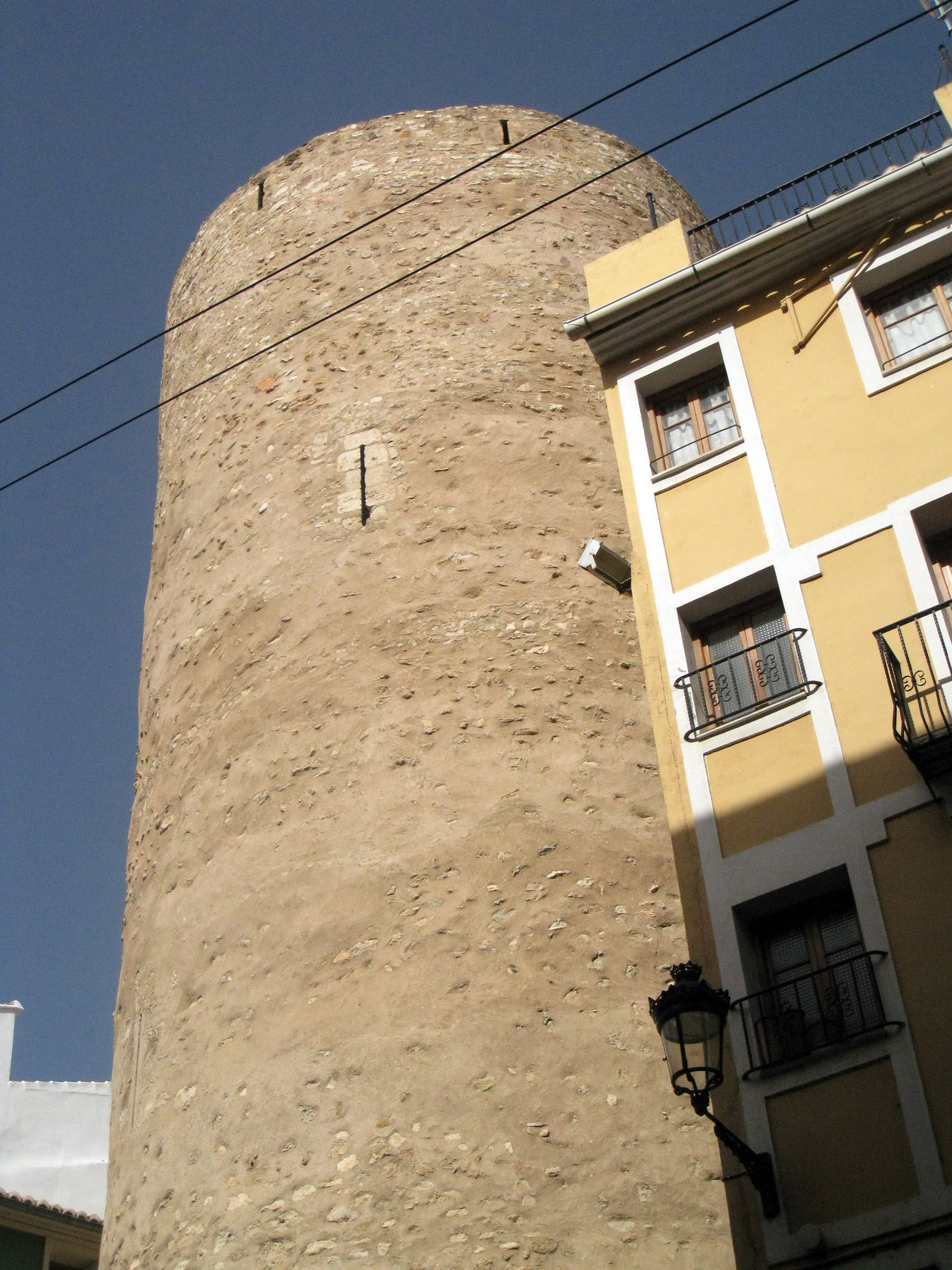
Torre de la Presó.

La torre de la Presó, de planta circular, a la zona més antiga de la població, presenta dos cossos (presentant el segon una divisió interior en dues plantes de secció vuitavada, les quals es rematen, igual que ocorre amb la torre del Botxí, en voltes de creueria gòtiques) i terrassa (a la qual s'accedeix a través d'una escala de cargol que està enganxada al mur), aconseguint una altura de 21.3 metres. Tenia caràcter defensiu i era la que defensava les portes d'accés al poble.